# Jordskælvet ved Kamchatka 2025
 Denne artikel bør gennemlæses af en person med fagkendskab for at sikre den faglige korrekthed.

Jordskælvet ved Kamchatka fandt sted 30. juli 2025 kl. 11:24:52 UTC+12 (29. juli kl 23:24:52 UTC) i en dybde af 35 km i et område  øst-sydøst for Petropavlovsk-Kamtjatskij i det østlige Rusland.
Det havde en styrke på 8.8 Mw
| Hovedskælv, forskælv (grå) og efterskælv (map data) |  | Placering i Stillehavet |